# Matthew Robbins

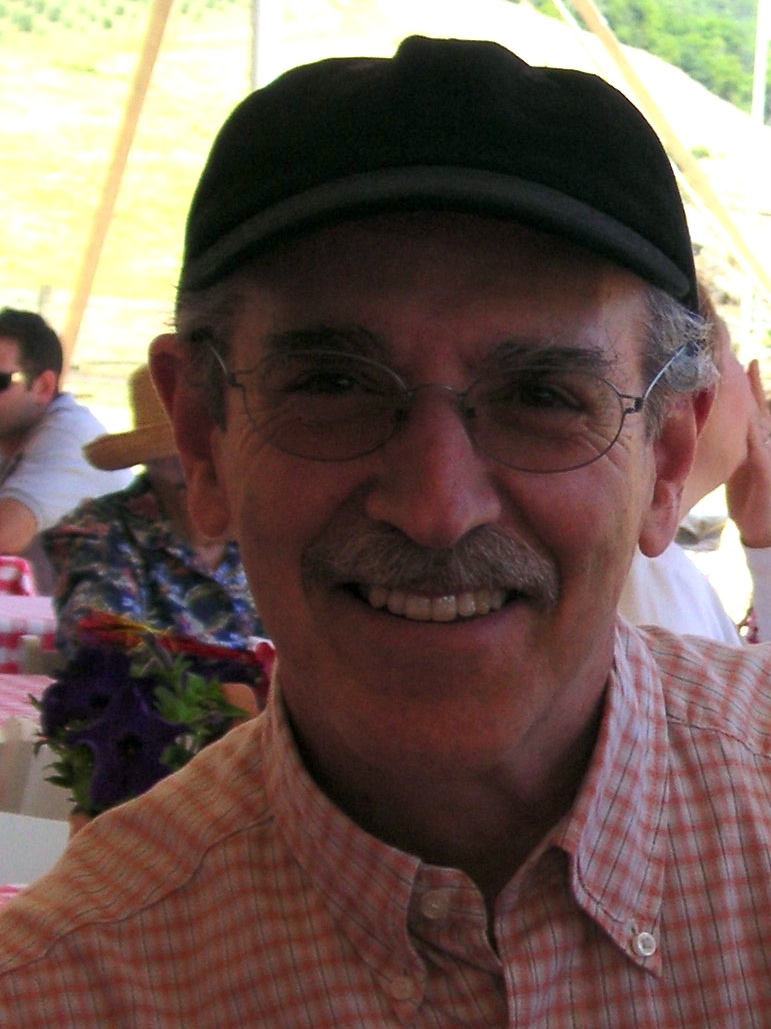
Matthew Robbins (2005)

Matthew Robbins (* 15. Juli 1945) ist ein US-amerikanischer Drehbuchautor und Regisseur.

## Leben
Matthew Robbins studierte Mitte der 1960er Jahre an der Johns Hopkins University und später an der USC School of Cinematic Arts. Während des Studiums lernte Robbins angehende Filmschaffende wie Walter Murch, Hal Barwood, George Lucas und Randal Kleiser kennen. Gemeinsam mit Walter Murch ging Robbins von 1963 bis 1964 für ein Auslandssemester nach Europa, wo er in Perugia und in Paris an der Sorbonne romanische Sprachen studierte.
Eine seiner ersten Arbeiten entstand in Kooperation mit George Lucas und Walter Murch. Lucas hatte seinen Freunden von einer Idee für einen Film erzählt, in dem eine Person auf der „Flucht vor der Polizei“ ist und dabei wie vom Großen Bruder in 1984 allgegenwärtig beobachtet wird. Robbins und Murch verfassten daraufhin ein zweiseitiges Drehbuch-Treatment, dessen erste Fassung vom 4. Oktober 1966 noch den Titel Break Out trug. Lucas schrieb auf Basis des Treatments später das Drehbuch zum Kurzfilm Electronic Labyrinth: THX 1138 4EB, das er 1967 auch verfilmte. 1971 inszenierte Lucas die Geschichte erneut als Spielfilm unter dem Titel THX 1138. In der prägnanten Endszene spielte Matthew Robbins den vor der riesigen Abendsonne stehenden THX, der im restlichen Film von Robert Duvall dargestellt wurde.
Gemeinsam mit seinem Partner Hal Barwood schrieb Robbins in den nächsten Jahren mehrere Drehbücher. 1974 verfasste er mit Barwood und Steven Spielberg das Drehbuch zu Spielbergs Kinofilmdebüt Sugarland Express, was ihnen bei den Internationalen Filmfestspielen von Cannes 1974 die Auszeichnung für das Beste Drehbuch einbrachte. Robbins arbeitete später auch ungenannt an weiteren Drehbüchern für Spielberg mit, unter anderem an Der weiße Hai und E.T. – Der Außerirdische.
Ab Ende der 1970er Jahre trat Robbins auch als Regisseur in Erscheinung. So inszenierte er Filme wie das Roadmovie Zwei heiße Typen auf dem Highway, den Fantasyfilm Der Drachentöter, das Drama Zeit der Vergeltung oder den Science-Fiction-Film Das Wunder in der 8. Straße.
Bei einer Schulung für angehenden Filmemacher in Mexiko lernte er Mitte der 1990er Jahre den jungen Guillermo del Toro kennen, mit dem er in Folge wiederholt zusammenarbeitete. Gemeinsam mit del Toro verfasste er das Drehbuch zum 1997 verfilmten Horrorfilm Mimic – Angriff der Killerinsekten. Robbins und del Toro schrieben das Drehbuch zum 2015 von del Toro verfilmten Mystery-Horror-Film Crimson Peak. Beide arbeiteten auch gemeinsam an den ersten Entwürfen zum Drehbuch für Guillermo del Toros Pinocchio, das final von del Toro und Patrick McHale fertiggestellt wurde.
Darüber hinaus verfasste Robbins mehrere Drehbücher für internationale Filmproduktionen aus Indien, Brasilien oder Frankreich.
Robbins lebt mit seiner Frau Janet Robbins im kalifornischen Marin County.

## Filmografie
Drehbuchautor
- 1974: Sugarland Express (The Sugarland Express)
- 1976: The Bingo Long Traveling All-Stars & Motor Kings
- 1977: MacArthur – Held des Pazifik (MacArthur)
- 1978: Zwei heiße Typen auf dem Highway (Corvette Summer)
- 1981: Der Drachentöter (Dragonslayer)
- 1985: Warnzeichen Gen-Killer (Warning Sign)
- 1987: Das Wunder in der 8. Straße (*batteries not included)
- 1997: Mimic – Angriff der Killerinsekten (Mimic)
- 2007: Blood Brothers (Kurzfilm)
- 2009: Das Konzert (Le concert)
- 2010: Don’t Be Afraid of the Dark
- 2011: 7 Khoon Maaf
- 2013: Vijay und ich – Meine Frau geht fremd mit mir (Vijay and I)
- 2015: Crimson Peak
- 2016: Chatô: O Rei do Brasil
- 2017: Rangoon
- 2017: Madame
- 2022: Guillermo del Toros Pinocchio (Guillermo del Toro’s Pinocchio; Screen Story)

Regisseur
- 1978: Zwei heiße Typen auf dem Highway (Corvette Summer)
- 1981: Der Drachentöter (Dragonslayer)
- 1985: Zeit der Vergeltung (The Legend of Billie Jean)
- 1985: Unglaubliche Geschichten (Amazing Stories, Fernsehserie, Episode 1x02 Der Meteor)
- 1987: Das Wunder in der 8. Straße (*batteries not included)
- 1989: Mothers, Daughters and Lovers (Fernsehfilm)
- 1991: Bingo – Kuck mal, wer da bellt! (Bingo)
- 1993: Paul McCartney – Off the Ground (Musikvideo)

## Auszeichnungen
- 1974: Internationale Filmfestspiele von Cannes – Auszeichnung für das Beste Drehbuch für Sugarland Express (mit Hal Barwood und Steven Spielberg)[11]
- 2016: Grande Prêmio do Cinema Brasileiro – Auszeichnung für das Beste adaptierte Drehbuch für Chatô: O Rei do Brasil (mit Guilherme Fontes und João Emanuel Carneiro)[12]
- 2016: Prêmio Guarani – Auszeichnung für das Beste adaptierte Drehbuch für Chatô: O Rei do Brasil (mit Guilherme Fontes und João Emanuel Carneiro)[13]